# Mickie James
Mickie James, née le 31 août 1979 à Richmond, en Virginie est une catcheuse et une chanteuse occasionnelle américaine.  
Elle est principalement connue pour son travail à la World Wrestling Entertainment pour laquelle elle a travaillé d'octobre 2005 à avril 2010, avant d'y faire son retour en 2016. Elle a également travaillé à la Total Nonstop Action/IMPACT Wrestling (TNA) d'octobre 2010 à septembre 2013, avant d'y retourner en 2021, où elle l'actuelle championne des Knockouts pour la 5e fois de sa carrière.
Elle est la troisième femme la plus titrée de la WWE avec six règnes (la première étant Charlotte Flair avec douze suivi de Trish Stratus avec sept) : cinq règnes de championne de la WWE et un de championne des Divas. Elle est la deuxième femme de l'histoire à avoir cumulé ces deux titres au cours de sa carrière (la première étant Michelle McCool), et en remportant le championnat des Knockouts de la TNA 3 fois, elle est aussi devenue la première femme de l'histoire, et la seule, à avoir remporté ces titres, les trois principaux titres féminins de catch aux Etats-Unis.
Parallèlement à sa carrière de catcheuse, Mickie James a également sorti son premier single, Are You With Me? en février 2010. Il a été suivi en mai par l'album Strangers & Angels qui fut classé 15e des ventes américaines à sa sortie. Le 7 mai 2013 sort son deuxième album intitulé Somebody's Gonna Pay.

## Jeunesse
Laree James grandit dans un ranch en Virginie et se passionne pour les chevaux et le catch.

## Carrière

### Débuts et Women's Extreme Wrestling (1999-2003)
Alors que Laree James travaille comme serveuse dans un bar, un de ses amis l'informe qu'il y a une école de catch dans les environs. Elle s'y entraîne auprès Dory Funk, Jr. avant d'apparaître comme valet dans des spectacles de catch sous le nom d'Alexis Laree. Elle devient rapidement catcheuse dans de petites fédérations, elle ne vit pas de sa passion et continue à être serveuse et pose même nue pour des revues pornographiques.
Le 22 février 2002, elle participe au premier spectacle de la Women's Extreme Wrestling (WEW) où elle bat Amanda Storm. Quatre mois plus tard, elle est une des participantes de la Gauntlet Battle Royal pour désigner la première championne de la WEW remporté par Kristy Kiss. En fin d'année, elle y remporte un combat de tables face à Jesse Venturi le 14 septembre puis perd un match sans disqualification face à Riptide deux mois plus tard,.
Le 20 mars 2003, elle est une des participantes d'un Royal Rumble match pour désigner la championne de WEW.

### Total Nonstop Action Wrestling (2002-2003)

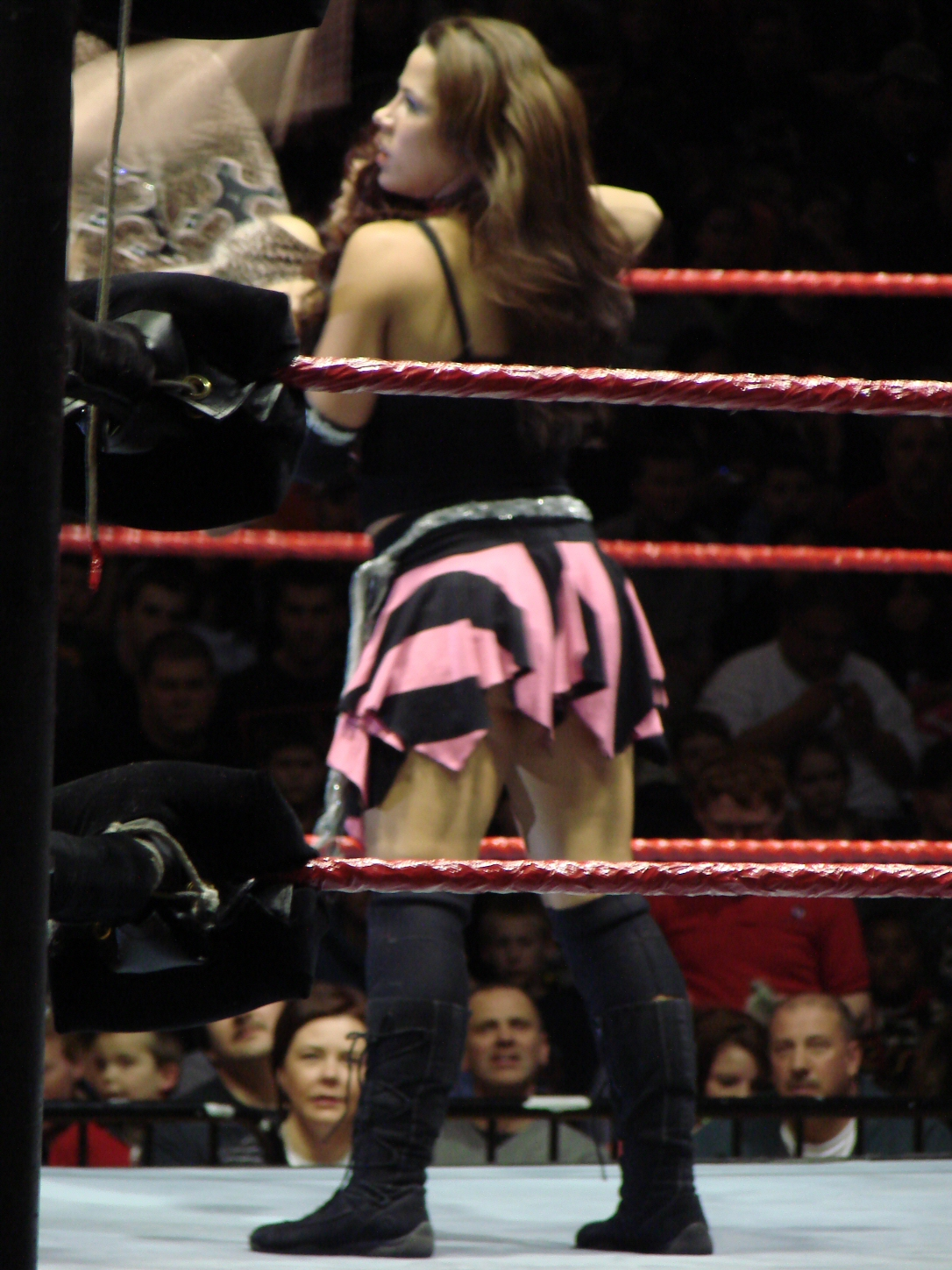
James dans ses débuts.

Laree apparaît avec d'autres catcheuses dans la première émission en paiement à la séance de la Total Nonstop Action Wrestling le 19 juin 2002.

### World Wrestling Entertainment (2003-2010)

#### Ohio Valley Wrestling (2003-2005)

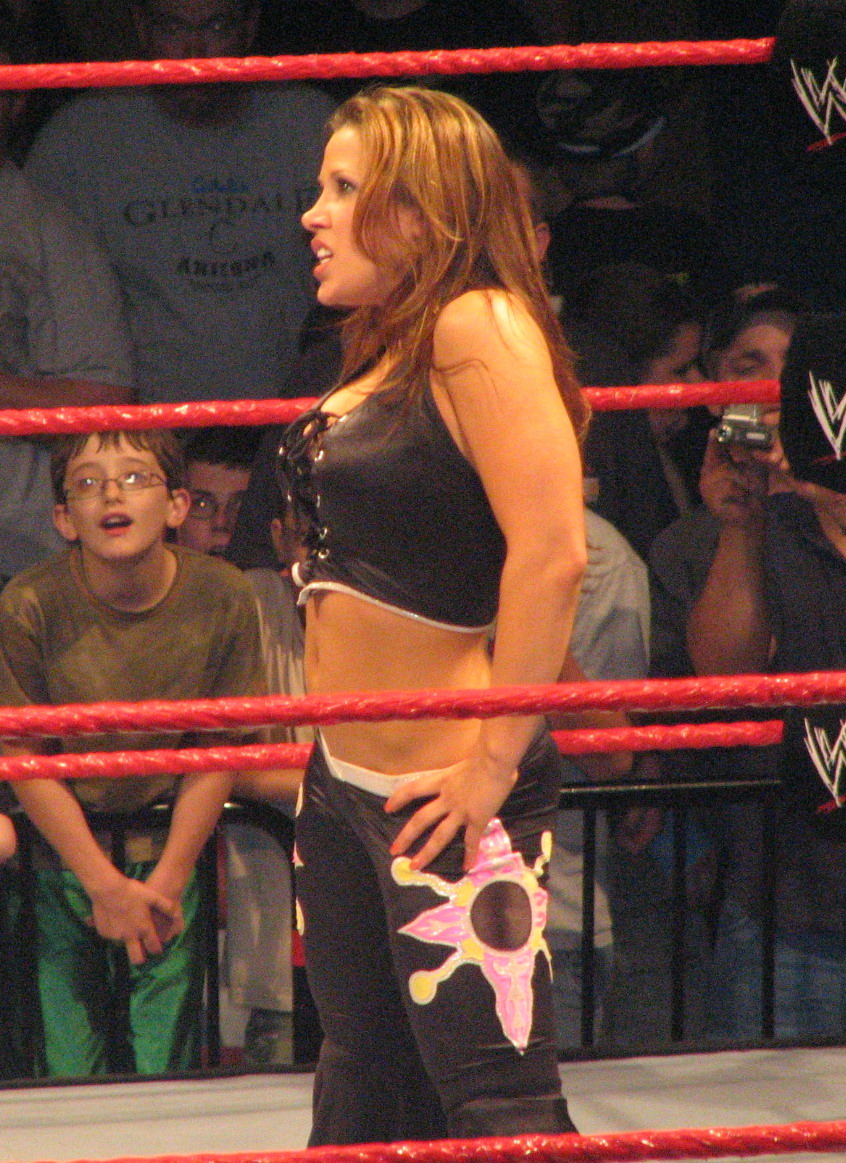
Mickie James sur le ring.

En août 2003, Laree James signe un contrat avec la World Wrestling Entertainment (WWE).
Au début de 2004, elle a commencé à faire des apparitions télévisées pour la promotion de la Ohio Valley Wrestling (OVW).

#### Débuts et Women's Champion (2005-2009)
Elle fait ses débuts le 10 octobre 2005 à Raw sous son vrai nom, avec comme gimmick celui d'une obsédée de Trish Stratus. Lors de sa première apparition, elle triche après une attaque de Victoria.
Lors de Taboo Tuesday (2005), elle perd contre Trish Stratus, Ashley, Maria, Candice et Victoria.
Lors du Royal Rumble (2006), elle bat Ashley.
Elle effectue ensuite un heel turn (passant de fan à psychopathe obsédée par la destruction de Trish) en se retournant contre Stratus, qu'elle défie à WrestleMania 22 où elle la bat pour remporter pour la première fois le Women's Championship.
Lors de Backlash (2006), elle perd contre Trish Stratus par DQ après avoir étranglé Trish. Elle conserve donc sa ceinture. Le 14 août, elle perd son titre contre Lita. Son règne aura duré 134 jours.
Lors de Cyber Sunday (2006), elle perd dans un match contre Lita pour le titre.
Aux Survivor Series (2006), elle gagne contre Lita et gagne son 2e titre féminin.
À New Year's Revolution, Mickie James bat Victoria pour le titre féminin. Le 19 février, elle perd son titre au profit de Melina. Son règne a duré 85 jours.
Le 24 avril dans un house show à Paris, elle remporte son 3e titre de Women's Champion contre Melina mais le perd 1 heure plus tard contre Melina lors d'un match revanche.
Le 29 avril à Backlash (2007), elle perd contre Melina pour le titre de championne des femmes.
Le 28 octobre à Cyber Sunday (2007), elle remporte le Diva's Halloween Costume Contest. 
À Armageddon (2007), elle ne remporte pas le titre de championne de la WWE, battu par Beth Phoenix.

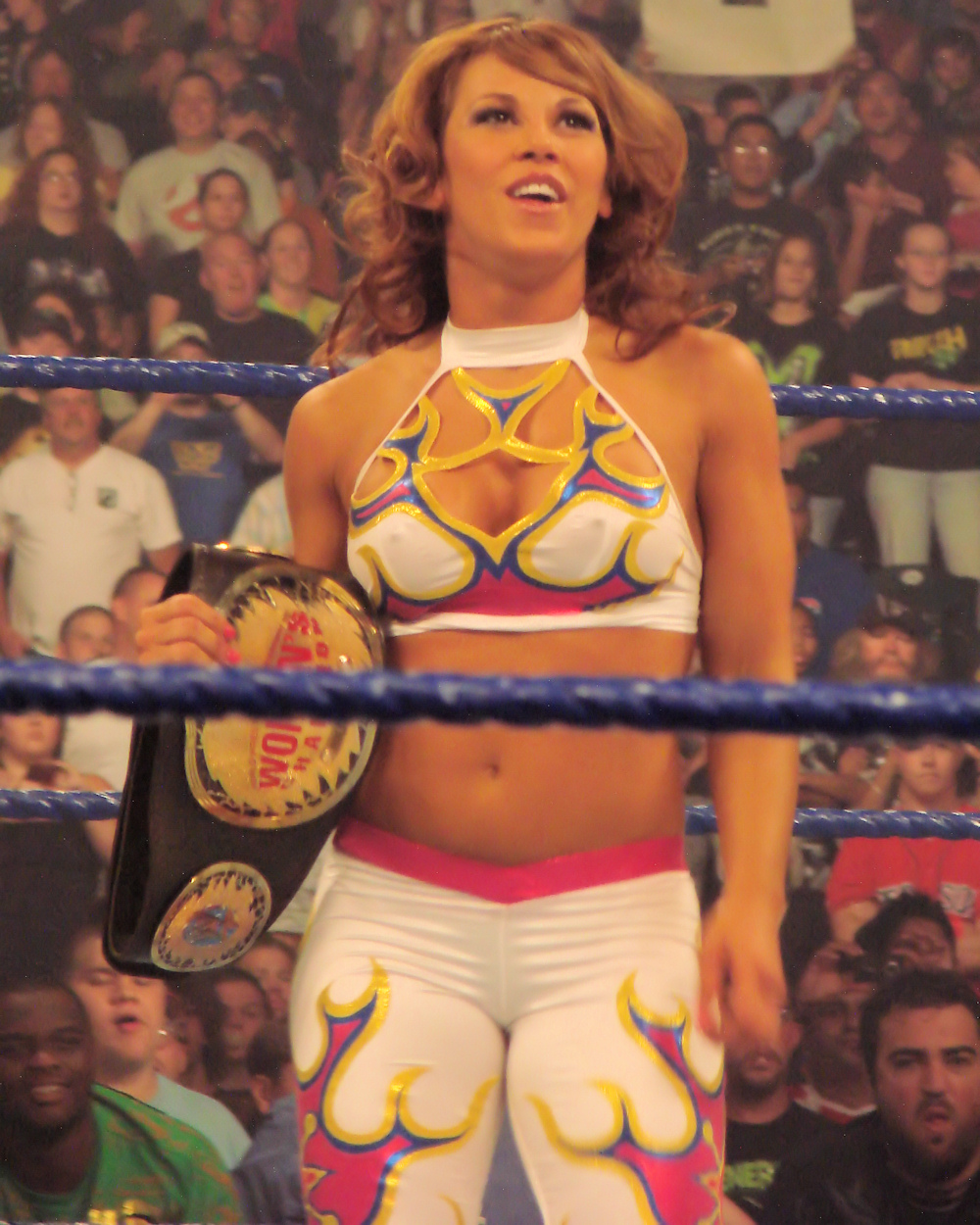
Mickie James en tant que championne à SummerSlam (2008).

Le 14 avril, elle bat Beth Phoenix et devient pour la 4e fois la championne de la WWE. À Backlash (2008), elle fait équipe avec Maria, Ashley, Cherry, Michelle McCool et Kelly Kelly mais elles perdent contre Beth Phoenix, Melina, Layla, Jillian Hall, Natalya et Victoria. À Judgment Day (2008), elle conserve son titre contre Beth Phoenix et Melina. Le 29 juin lors de Night of Champions (2008) elle défait Katie Lea Burchill et conserve son titre.
À SummerSlam (2008), elle participe à un Intergender Tag Team match. Elle fait équipe avec Kofi Kingston contre Beth Phoenix et Santino Marella. Elle et Kofi Kingtson perdent ce match et perdent leurs titres.
Lors de Cyber Sunday (2008), elle participe à un Diva's Halloween Costume Contest et remporte le concours pour la 2e année consécutive. Elle était habillée en Lara Croft.
Aux Survivor Series (2008), elle participe au Team Raw vs Team SmackDown Elimination match. Elle fait équipe avec Beth Phoenix, Candice Michelle, Kelly Kelly et Jillian Hall et défont Michelle McCool, Maria, Maryse, Natalya et Victoria. Elle élimine Michelle McCool mais elle est éliminée par Maryse. Le 14 décembre à Armageddon (2008) elle fait équipe avec Kelly Kelly, Maria et Michelle McCool. Elles battent Jillian Hall, Maryse, Natalya et Victoria.
À Wrestlemania XXV, Mickie James participe à la bataille royale féminine de 25 Divas pour le titre. Mais c'est Santina Marella, la « sœur jumelle » de Santino Marella qui remporte cette bataille.

#### Rivalité avec les LayCool, Womens Champion et perte du titre (2009-2010)

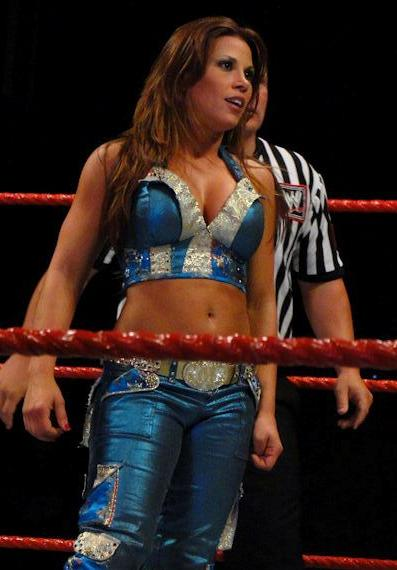
Mickie James en juin 2009.

À Night of Champions, elle bat Maryse pour s'emparer pour la première fois de sa carrière du titre de Championne des Divas. Elle devient ainsi, après Michelle McCool, la seconde femme à avoir remporté les deux titres féminins de la WWE au cours de sa carrière.
À Hell in a Cell, elle conserve son titre en battant Alicia Fox, avant de le perdre face à Jillian Hall lors du Raw du 12 octobre, et, le soir même, est draftée à SmackDown pour la première fois de sa carrière.

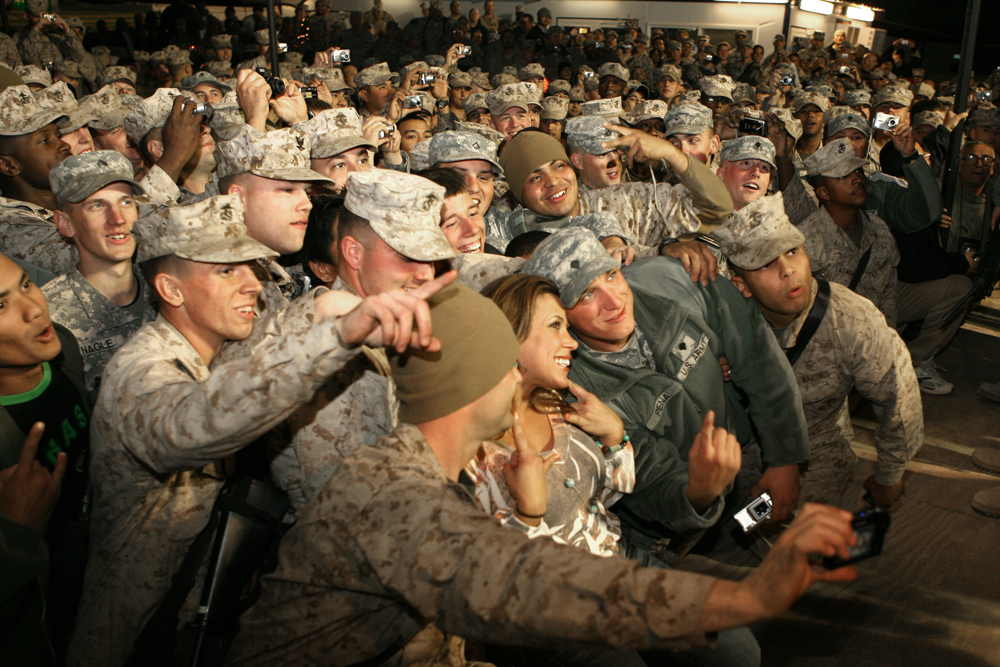
Mickie James lors du WWE Tribute to the Troops.

Lors de TLC, elle ne remporte pas le titre de championne de la WWE, battu par Michelle McCool, 
Elle remporte le titre en battant la championne au Royal Rumble 2010 avant de le perdre contre McCool lors du SmackDown du 26 février.
Après une période d'inactivité à cause d'une blessure, Mickie revient à l'occasion de WrestleMania XXVI où son équipe composée de Beth Phoenix, Gail Kim, Eve Torres, Kelly Kelly et elle perdra face à Layla, McCool, Vickie Guerrero, Alicia Fox et Maryse.
Après avoir combattu une ultime fois dans un match par équipe avec Beth Phoenix contre McCool et Layla (match que son équipe perdra), Mickie James est renvoyée de la WWE le 22 avril 2010 pour une « conduite désordonnée ».

### Total Nonstop Action Wrestling (2010-2013)

#### Début, rivalités avec Sarita, Madison Rayne et Tara (2010-2011)
Le 22 septembre 2010 est rendu officielle la signature d'un nouveau contrat entre Mickie James et la Total Nonstop Action Wrestling. Elle fait sa première apparition à la fédération lors de Impact! en live du 7 octobre, où elle est annoncée comme la future arbitre spéciale du match pour le Championnat féminin des Knockout entre Angelina Love, Velvet Sky, Madison Rayne et Tara. Après ce match, elle vient en aide à la nouvelle championne Tara, en attaquant Madison Rayne, et lors de l'Impact! suivant déclare à cette dernière (qui a entre-temps remporté le titre) avoir la volonté de s'en emparer.
Le 21 octobre, elle remporte son premier combat depuis son retour à battant Sarita. Lors de Turning Point, elle affronte Tara lors d'un match qui se finit en no contest. Lors de Final Resolution, elle perd contre Tara dans un Falls Count Anywhere Match.
Mickie James a une chance pour le championnat féminin des Knockout à Genesis 2011 face à Madison Rayne, mais elle perd. Lors d'Against All Odds, elle perd une nouvelle fois contre Rayne, cette fois-ci dans un Last Knockout Standing Match, et ne remporte donc pas le titre.

#### TNA Women's Knockouts Champion (2011)

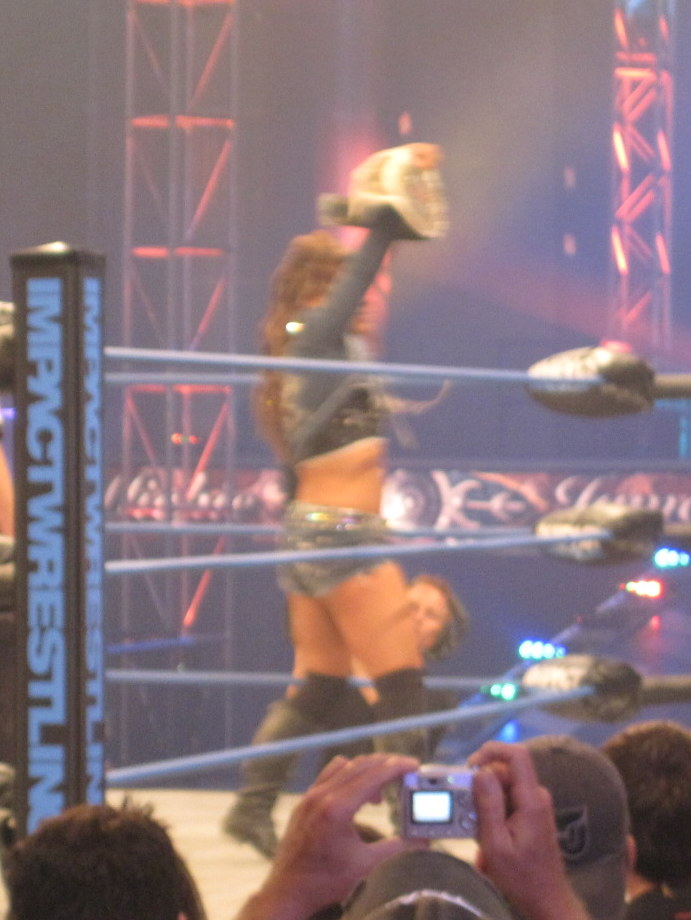
James durant son entrée à Slammiversary IX.

Le 17 avril à Lockdown (2011), elle devient pour la première fois championne des Knockouts de la TNA après un match très rapide contre Madison Rayne en cage, et devient ainsi la première femme de l'histoire du catch à avoir été Championne des Knockouts de la TNA, championne des divas de la WWE et championne de la WWE, les trois principaux titres féminins de catch au monde.
Lors de Sacrifice (2011), elle bat Madison Rayne, conserve son titre et libère Tara de son contrat qui la lie à Madison Rayne. Lors de Slammiversary IX, elle bat Angelina Love et conserve son titre mais à la fin du match, elle se fait attaquer par Winter.
Lors de Hardcore Justice (2011) le 7 août, James perd son titre face à Winter. Le 25 août, elle récupère son titre de championne des Knockouts de la TNA en battant Winter dans son match retour à Impact Wrestling. Lors de No Surrender (2011), elle perd son titre contre Winter.
Lors de Bound for Glory (2011), Mickie perd le four-way match face à Madison Rayne, Winter et Velvet Sky qui devient la nouvelle championne.

#### Rivalité avec Gail Kim (2011-2012)

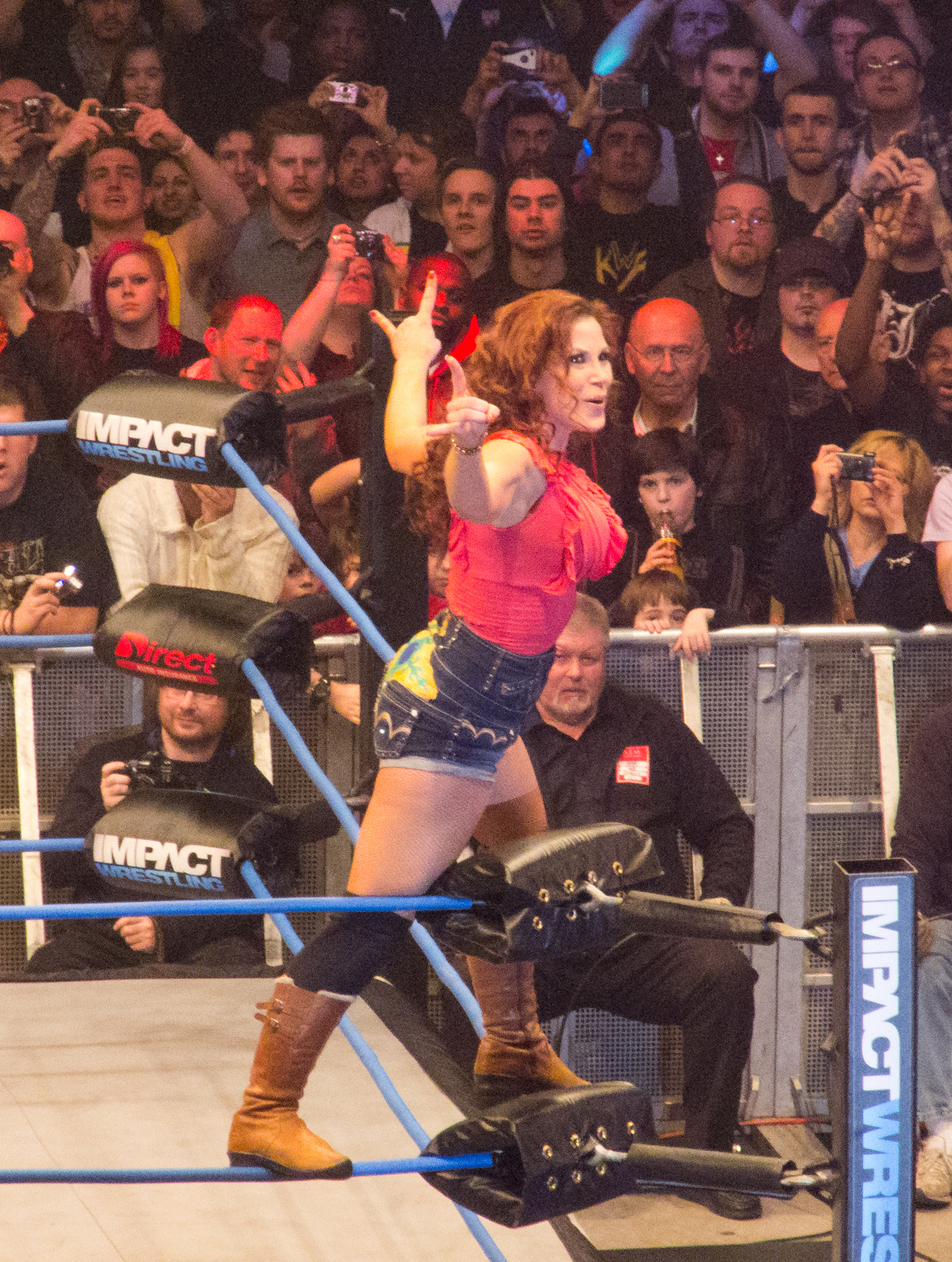
James à la TNA en février 2012.

Lors de Final Resolution, elle perd contre Gail Kim à cause d'une intervention de Madison Rayne et ne remporte pas le titre.
Lors de Genesis, elle perd contre Kim par disqualification et ne remporte pas le TNA Knockouts Championship. Elle montre des sentiments de jalousie envers Velvet Sky et fait donc un progressif Face Turn, notable à la suite du renvoi de cette dernière. Elle le confirme le 26 juillet en perdant en équipe avec Tara contre Gail Kim et Madison Rayne.

#### Diverses rivalités (2012-2013)
Lors de Final Resolution, elle perd contre Tara et ne remporte pas le titre.
Lors de Genesis, elle perd contre Velvet Sky dans un Gauntlet Match qui comprenait également Gail Kim, Miss Tessmacher et ODB et ne devient pas challengeuse no 1 au TNA Women's Knockout Championship. Lors de Xplosion du 22 mai, Mickie James affronte Tara et remporte le match malgré les interventions de Jessie Godderz.

#### TNA Women's Knockout Champion, perte du titre et départ (2013)
Lors de l'Impact Wrestling du 23 mai, Mickie gagne contre Velvet Sky et devient la nouvelle championne des Knockout. 
Elle effectue un Heel Turn le 13 juin en attaquant le genou blessé de Velvet Sky.
Lors de l'édition d'Impact du 19 septembre, elle perd son titre des Knockout contre ODB qui devient la nouvelle championne. Son contrat arrivant à son terme et vu son refus de prolonger, Mickie James quitte la TNA.

### Circuit Indépendant et Retour à la TNA (2015-2016)
Lors de l'Impact du 20 février 2015, Mickie James effectue son retour à la TNA et parle de son fiancé Magnus et la trahison de Bram sur ce dernier.
Le 7 mai 2016 lors de House of Hardcore 14, Mickie James et Tommy Dreamer battent Pepper Parks et Cherry Bomb.

### Retour à la World Wrestling Entertainment (2016-2021)

#### NXT (2016)
Lors de l'épisode de NXT du 26 octobre 2016, Mickie James laisse un message vidéo à Asuka, l'actuelle championne de NXT après que William Regal ait annoncé qu'elles s'affronteront pour le titre à NXT Takeover: Toronto. Mickie James perd ce match, puis souhaite serrer la main d'Asuka mais cette dernière refuse.

#### Retour à SmackDown, Heel Turn et Rivalité avec Becky Lynch (2017)
Le 8 décembre 2016, il a été annoncé que Mickie James avait signé un deuxième contrat avec la WWE, et fera partie de la division SmackDown à partir de janvier 2017.
Mickie James effectue son retour le 17 janvier 2017 pendant le main event du show en aidant Alexa Bliss à conserver son titre féminin dans un match en cage contre Becky Lynch. Cette dernière démasque Mickie qui était déguisée en La Luchadora, puis se fait attaquer par Mickie et Alexa. Lors du pré-show du Royal Rumble (2017), Mickie perd un match par équipes avec Alexa Bliss et Natalya contre Nikki Bella, Naomi et Becky Lynch. Lors d'Elimination Chamber (2017), elle perd contre Becky Lynch.
Le 7 mars, Mickie et Alexa Bliss battent Natalya et Becky Lynch,. À la fin du match, elle porte son Mick Kick sur Alexa Bliss et effectue un Face Turn. Le 14 mars, elle bat Alexa Bliss.
Lors de WrestleMania 33, Mickie James perd le Six-Pack Challenge match pour le SmackDown Women's championship au profit de Naomi.

#### Raw,Heel Turn& alliance avec Alexa Bliss (2017-2019)
Durant la première soirée du Superstar Shake-Up le 10 avril, elle est envoyée dans la division Raw.
Lors de TLC, elle perd contre Alexa Bliss.
Lors du Royal Rumble (2018), elle entra en 26e position, mais elle se fera éliminer par Trish Stratus.
Lors du premier Elimination Chamber match féminin de l'histoire le 25 février à Elimination Chamber (2018), elle rentre en 5e position, élimine Sonya Deville mais se fait éliminer par Bayley en 3e position, ce match impliquait également Sasha Banks, Mandy Rose et Alexa Bliss qui conserve son titre.
Le 8 avril à WrestleMania 34, elle perd la bataille royale féminine au profit de Naomi. Le 9 avril à Raw, Alexa Bliss & elle perdent contre Nia Jax & Ember Moon. 
Le 28 octobre lors du pay-per view Evolution, elle perd avec Alicia Fox contre Trish Stratus & Lita. Le 18 novembre à Survivor Series (2018), elle gagne avec la Team Raw (Nia Jax, Tamina et The Boss'n Hug Connection) contre la Team SmackDown (Asuka, Carmella, Mandy Rose, Sonya Deville & Naomi) bien qu'elle se soit faite éliminer par Mandy Rose.
Le 27 janvier lors du Royal Rumble, elle entre en 5e position et se fait éliminer en deuxième position par Tamina (Becky Lynch remporta le match).

#### Retour àSmackDown Live(2019)
Le 16 avril 2019 à SmackDown Live, lors du Superstar Shake-Up, elle effectue son retour dans le show bleu. Cependant, blessée, elle sera absente pour une durée indéterminée.  Elle n’a effectuer aucun match ou apparition après son retour au show bleu.

#### Retour àRawpuis renvoi (2020-2021)
Le 10 août 2020 à Raw, elle effectue son retour dans le show rouge, confrontée par Lana et Natalya.
Le 31 janvier 2021 au Royal Rumble, elle entre dans le Royal Rumble féminin en 19e position, mais se fait éliminer par Lacey Evans.
Le 15 avril 2021, la WWE annonce le renvoi de Mickie James en même temps que d'autres talents.

#### Retour auRoyal Rumble(2022)
Le 7 janvier, la WWE annonce que Mickie James participera au Royal Rumble féminin malgré le fait qu’elle soit encore championne des Knockouts d’Impact. Le 29 janvier, Mickie James entre en vingtième position avec le championnat des Knockouts et sa musique « Hardcore Country ». Elle élimine Michelle McCool et se fait éliminer par Lita.

### National Wrestling Alliance (2021-...)
Le 8 juin 2021, elle fait ses débuts à la National Wrestling Alliance en annonçant qu'elle sera productrice exécutive pour le premier événement entièrement féminin de la NWA, NWA EmPowerrr.

### Troisième retour à Impact Wrestling (2021-...)

#### Retour et championne des Knockouts (2021-...)
Lors de Slammiversary, elle fait son retour après six ans d'absence.
Le 23 octobre lors de Bound for Glory, elle bat Deonna Purrazzo pour remporter le Impact Knockouts Championship pour la quatrième fois de sa carrière. Lors de Turning Point 2021, elle conserve son titre en battant Mercedes Martinez.
Le 8 janvier 2022 lors de Hard to Kill, elle conserve son titre lors d'un texas death match face à Deonna Purrazzo. Le 19 février, lors d’Impact Wrestling No Surrender, Mickie James conserve son titre face à Tasha Steelz. Le 5 mars à Impact Wrestling : Sacrifice 2022, Mickie James perd son titre des Knockouts face à Tasha Steelz.

## Palmarès
- Association Biterroise de Catch
  - Coupe Jean Corne (2023)
  - Coupe Max Soulié (2024)
- Covey Promotion
  - Covey Pro Women's Championship (1 fois)
  - Covey Pro Hall of Fame (2014)
- CyberSpace Wrestling Federation
  - CSWF Women's Championship (1 fois)
- Dynamite Championship Wrestling
  - DCW Women's Championship (1 fois)
- Ground Xero Wrestling
  - GXW Women's Championship
- Impact Championship Wrestling
  - 1 fois ICW Super Juniors Champion
- International Pro Wrestling: United Kingdom
  - 1 fois IPW: UK Women's Champion
- Maryland Championship Wrestling
  - 1 fois MCW Women's Champion
- Premier Wrestling Federation
  - 1 fois PWF Universal Women's Champion
- Southern Championship Wrestling
  - SCW Diva Championship (1 fois)
- Ultimate Championship Wrestling
  - UCW Women's Championship (1 fois)
- Ultimate Wrestling Federation
  - UWF Women's Championship (2 fois)
- World Wrestling Entertainment
  - 5 fois WWE Women's Championship
  - 1 fois WWE Divas Championship
- Total Nonstop Action Wrestling/Impact Wrestling
  - 5 fois Impact/TNA Women's Knockouts Championship
  - World Cup of Wrestling (2013) avec James Storm, Christopher Daniels, Kazarian et Kenny King  (2013 World Cup of Wrestling Team)

## Récompenses de magazines
- Pro Wrestling Illustrated :
  - Femme de l'année en 2009 et 2011

| Année | 2008 | 2009 | 2010 | 2011 | 2012 | 2013 | 2014 à 2016 | 2017 | 2018 | 2019 | 2020 à 2021 | 2022 | 2023 |
| ----- | ---- | ---- | ---- | ---- | ---- | ---- | ----------- | ---- | ---- | ---- | ----------- | ---- | ---- |
| Rang  | 4    | 1    | 8    | 3    | 16   | 2    | Non classée | 30   | 42   | 73   | Non classée | 15   | 27   |

## Vie privée
- Quand elle aura fini avec sa carrière de catcheuse, elle a pour projets de construire sa propre ferme et être monitrice d'équitation. Mickie possède 3 chevaux Morgan qui se nomment Rhapsody, Bunny et Casanova[réf. nécessaire]
- Elle possède aussi 2 chiens qui se nomment Butch et Elvis[pertinence contestée].
- En 2007, elle se fiança avec Kenny Dykstra mais rompit leurs fiançailles l'année suivante.
- Elle est en couple avec le catcheur Nick Aldis, plus connu sous le nom de Magnus, depuis 2012.
- Le 25 septembre 2014, elle a donné naissance à leur fils, Donovan Patrick Aldis[50].
- Le 26 décembre 2015, Mickie James annonce sur son compte Instagram ses fiançailles avec Magnus[51].
- Ils se marient le 31 décembre 2015, le soir du réveillon.[réf. nécessaire]

## Carrière musicale
Le 16 février 2010, elle sort son premier single, Are You With Me?. Le 18 mai, elle sort son album de country Strangers & Angels, également disponible sur iTunes. Son thème d'entrée Hardcore Country est une de ses chansons de son album qu'elle utilise à la TNA. Le 7 mai 2013 sort son second album, Somebody's Gonna Pay.

### Discographie

#### Albums
| Année | Album                |
| ----- | -------------------- |
| 2010  | Strangers & Angels   |
| 2013  | Somebody's Gonna Pay |

#### Singles
| Année | Single               |
| ----- | -------------------- |
| 2010  | Are You With Me?     |
| 2013  | Somebody's Gonna Pay |
| 2013  | Best Damn Night      |

#### Certifications et ventes
| Année | Album                                                                                   | Classements | Classements | Classements | Ventes et certification                                          |
| Année | Album                                                                                   | US          | UK          | AUS         | Ventes et certification                                          |
| ----- | --------------------------------------------------------------------------------------- | ----------- | ----------- | ----------- | ---------------------------------------------------------------- |
| 2010  | Strangers & Angels - 1er album studios - Sortie: Mai 2010 - Formats: CD, téléchargement | 15          | -           | -           | - RIAA : Argent - Ventes États-Unis : 475.000 - Ventes : 520.000 |

## Filmographie
| Année | Série/Émission               | Rôle                          |
| ----- | ---------------------------- | ----------------------------- |
| 2000  | The Jenny Jones Show         | Elle-même                     |
| 2008  | Celebrity Fit Club           | Elle-même                     |
| 2008  | Psych : Enquêteur malgré lui | Rita "Lethal Weapon" Westwood |
| 2008  | Redemption Song              | Elle-même                     |